# Paraphotina reticulata
Paraphotina reticulata är en bönsyrseart som beskrevs av Henri Saussure 1871. Paraphotina reticulata ingår i släktet Paraphotina och familjen Mantidae. Inga underarter finns listade i Catalogue of Life.